# 菅沼定庸
菅沼 定庸（すがぬま さだつね）は、江戸時代中期の交代寄合。三河国新城領4代領主。

## 経歴
菅沼定用の子として生まれ、明和5年（1768年）6月3日に遺跡を継いだ。明和8年（1771年）12月20日、35歳で死去。

## 系譜
- 父：菅沼定用
- 正室：牧野貞通の娘
- 長女：酒井忠幸室
- 長男：菅沼定前 - 生母は正室
- 四女：土屋正備室
- 六女：柴田勝延室
- 七女：菅沼勝美室